# Ampedus impressicollis
Ampedus impressicollis е вид бръмбар от семейство Полски ковачи (Elateridae).

## Разпространение
Този вид е разпространен в Германия.